# Viviane Lyra
Viviane Santana Lyra (* 29. Juli 1993 in Rio de Janeiro) ist eine brasilianische Geherin.

## Sportliche Laufbahn
Viviane Lyra begann ihre sportliche Laufbahn als Läuferin auf der Laufstrecke. Sie trat über Distanzen von 800 bis 10.000 Meter und auch im Hindernislauf an. 2012 gewann sie die Bronzemedaille im 3000-Meter-Hindernislauf bei den brasilianischen U20-Meisterschaften. 2013 wurde sie brasilianische U23-Meisterin im 10.000-Meter-Lauf. 2014 trat sie im Hindernislauf bei den U23-Südamerikameisterschaften in Uruguay an. Dort belegte sie im Finale den fünften Platz. 2016 bestritt sie zum ersten Mal einen Wettkampf im Gehen. Sie belegte den 18. Platz bei den Südamerikanischen Geher-Meisterschaften in Ecuador. 2017 gewann sie die Bronzemedaille im 20-km-Gehen bei den brasilianischen Meisterschaften. 2018 trat Lyra zum ersten Mal bei einem Wettkampf in Europa an. Beim Rio Maior Grande Prémio Internacional em Marcha Atlética in Portugal belegte sie Anfang April mit neuer Bestzeit von 1:36:33 h den neunten Platz über 20 km. 2019 trat sie im August bei den Panamerikanischen Spielen in Lima an. Über 50 km belegte sie mit brasilianischen Nationalrekord in 4:22:46 h den vierten Platz. Ende September trat sie in Doha zum ersten Mal bei Leichtathletik-Weltmeisterschaften an, konnte den Wettkampf über 20 km aber nicht beenden. 2020 siegte Lyra über 50 km bei den Südamerikanischen Geher-Meisterschaften in Peru.
2022 stellte Lyra Ende Mai in Spanien mit 1:32:56 h eine neue 20-km-Bestzeit auf. Im Juli trat sie bei den Weltmeisterschaften in Eugene an. Zunächst ging sie über die 20 km an den Start. Dort kam sie auf dem 17. Platz ins Ziel. Ein paar Tage später trat sie auch über die erstmals bei einer WM zu absolvierende 35-km-Distanz an. In 2:45:02 h belegte sie mit Nationalrekord den achten Platz. Drei Monate später trat sie in Paraguay bei den Südamerikaspielen an. Über 20 km gewann sie mit neuer Bestzeit von 1:32:31 h die Silbermedaille, über 35 konnte sie Gold gewinnen. 2023 trat Lyra bei den Weltmeisterschaften ebenso über beide Geher-Distanzen an. Zunächst belegte sie über 20 km mit neuer Bestzeit von 1:28:36 h den achten Platz. Anschließend stellte sie mit 2:44:40 eine neue Bestzeit über 35 km auf, die sie auf den vierten Platz brachten.
Viviane Lyra wurde 2018 und 2019 brasilianische Meisterin über die 50-km-Distanz. 2020, 2021 sowie 2023 siegte sie über 20 km und 2021 und 2023 über 35 km.

## Wichtige Wettbewerbe
| Jahr                  | Veranstaltung                 | Ort                   | Platz                 | Disziplin             | Zeit                  |
| Startet für Brasilien | Startet für Brasilien         | Startet für Brasilien | Startet für Brasilien | Startet für Brasilien | Startet für Brasilien |
| --------------------- | ----------------------------- | --------------------- | --------------------- | --------------------- | --------------------- |
| 2014                  | U23-Südamerikameisterschaften | Montevideo            | 5.                    | 3000 m Hindernis      | 11:01,93 min          |
| 2019                  | Panamerikanische Spiele       | Lima                  | 4.                    | 50 km Gehen           | 4:22:46 h             |
| 2019                  | Weltmeisterschaften           | Doha                  |                       | 20 km Gehen           | DNF                   |
| 2022                  | Weltmeisterschaften           | Eugene                | 17.                   | 20 km Gehen           | 1:33:11 h             |
| 2022                  | Weltmeisterschaften           | Eugene                | 8.                    | 35 km Gehen           | 2:45:02 h             |
| 2022                  | Südamerikaspiele              | Asunción              | 2.                    | 20 km Gehen           | 1:32:31 h             |
| 2022                  | Südamerikaspiele              | Asunción              | 1.                    | 35 km Gehen           | 2:50:57 h             |
| 2023                  | Weltmeisterschaften           | Budapest              | 13.                   | 20 km Gehen           | 1:29:53 h             |
| 2023                  | Weltmeisterschaften           | Budapest              | 4.                    | 35 km Gehen           | 2:44:40 h             |

## Sonstiges
Viviane Lyra wurde in Rio de Janeiro geboren. Sie wird von ihrem Ehemann, Luís Paulo Porto, trainiert.

## Persönliche Bestleistungen
- 5000-m-Bahngehen: 22:58,87 min, 15. Oktober 2021, Brasília
- 20-km-Gehen: 1:28:36 h, 20. August 2023, Budapest
- 35-km-Gehen: 2:44:40 h, 24. August 2023, Budapest, (brasilianischer Rekord)
- 50-km-Gehen: 4:22:46 h, 11. August 2019, Lima, (brasilianischer Rekord)